# Кассианов Учемский монастырь
Кассиа́нов Уче́мский монастырь (другое название — Кассиа́нова Уче́мская пу́стынь) — разрушенный мужской монастырь Ярославской области.

## История

### Основание
Монастырь был основан во второй половине XV века преподобным Кассианом Греком.
Упразднён в реформу 1764 года. После этого храмы монастыря были обращены в приходские.

### Советское время
При Советской власти храмы были закрыты и использовались не по назначению. В конце 1930-х годов монастырь был взорван коммунистами. После заполнения Рыбинского водохранилища в 1940 году территория монастыря была практически затоплена, осталась узкая коса на мелководье, на которой находятся руины храмов.

### Современное состояние
На холме из разбитых кирпичей, который остался от разрушенной Успенской соборной церкви, возле места, где находятся мощи преподобного Кассиана Грека, в 1989 году установили поклонный крест; в 1993 же построили памятную часовню.
В бывшей подмонастырской слободе, селе Учма начиная с 1994 года, ныне действует храм во имя Святой Анастасии Узорешительницы и Преподобного Кассиана Угличского.
Неподалёку от этой церкви располагается музей; он рассказывает об истории этих мест.

## Местоположение
Монастырь расположен при впадении в Волгу реки Учемки, в 22 километрах от Углича ниже по течению по правому берегу Волги.